# Arapska liga
Arapska Liga (arapski: جامعة الدول العربية‎) je naziv za savez arapskih država, Bliskog istoka i sjeverne Afrike, formirana radi učvršćivanja međusobnih odnosa i jačanja suradnje na političkom, ekonomskom, vojnom i drugim područjima. Osnovana je u egipatskom Kairu 1945. godine. Danas broji 22 zemlje članice: Egipat, Sirija, Jordan, Libanon, Irak, Saudijska Arabija, Jemen, Somalija, Alžir, Libija, Džibuti, Tunis, Oman, Maroko, Katar, Mauretanija, Kuvajt, Sudan, Palestinska Samouprava, Ujedinjeni Arapski Emirati, Komori i Bahrein tj. sve zemlje u kojima žive Arapi.

## Ustroj i organizacija
Sporazum o osnivanju Arapske lige potpisan je 22. ožujka 1945. u Kairu između Egipta (koji je bio inicijator), Iraka, Jemena, Jordana, Libanona, Saudijske Arabije i Sirije. Kasnije Ligi pritupaju Libija 1953., Sudan 1956., Tunis i Maroko 1958., Kuvajt 1961., Alžir 1962., Južni Jemen 1967.
Stalno sjedište je u Kairu. Najviši organ Lige je Vijeće, u koji ulaze predstavnici svih država članica s po jednim pravom glasa, i predstavnik Palestine. Sastaje se dva puta godišnje, odnosno češće ako to zahtijevaju najmanje dva člana. Odluke donesene jednoglasno obavezne su za sve članice, a donesene većinom obavezuju samo one zemlje koje su za njih glasale. Kao radna tijela Vijeće ima devet stalnih odbora: za politiku, vojna pitanja, zatim za pitanja kulture, socijalne probleme, za informacije, pravne poslove i dr.
Stalno generalno tajništvo izvršni je organ Vijeća. Njega čine generalni tajnik i njegovi pomoćnici za opća, ekonomska i vojna pitanja, te nekolicina službenika. Generalnog tajnika bira dvotrećinskom većinom Vijeće, a pomoćnike određuje generalni tajnik uz suglasnost Vijeća. Osim Vijeća i Tajništva, Arapska liga ima specijalizirane organe za pojedina područja (npr. Ekonomsko vijeće, Odbor za kulturu i dr.), a odnosi među članicama (o određenim pitanjima) reguliraju se bilateralnim ili multilateralnim sporazumima, npr. 1945. potpisan je Ugovor o kulturnoj suradnji, 1946. o zajedničkoj obrani, 1957. osnovana je Banka za arapski razvoj, 1962. potpisan je Ugovor o zajedničkom arapskom tržištu (između UAR, Iraka, Jordana, Kuvajta i Sirije) i dr.

## Vojna suradnja zemalja članica

### Ugovor o zajedničkoj obrani i ekonomskoj suradnji
Vojna suradnja zemalja članica postavljena je na širokoj osnovi. Ugovorom o zajedničkoj obrani i ekonomskoj suradnji, koji su 17. lipnja 1950. u Aleksandriji potpisali Egipat, Sirija, Libanon, Jemen i Saudijska Arabija i kojem su 1951. pristupili Irak, a 8. veljače 1952. Jordan, utvrđeni su zajednički principi međusobne vojne pomoći u slučaju agresije. Ugovor je, istovremeno, obavezao države potpisnice da sve svoje sporove rješavaju mirnim putem, a ako bi neka od njih bila napadnuta, da joj pruže pomoć (uključujući i vojnu), obavijestivši o tome Vijeće Lige i Vijeće sigurnosti UN-a. U slučaju ratne opasnosti ili nepredviđene situacije kojom bi bio ugrožen suverenitet bilo koje potpisnice, predviđeno je međusobno usklađivanje vojnih planova i poduzimanje odgovarajućih mjera radi očuvanja nezavisnosti ugrožene države. Ugovor je potpisan na deset godina, poslije čega se bilo koja članica može povući iz njega.
Za realizaciju odredaba Ugovora formirane su i odgovarajuće institucije: Stalni vojni odbor, Vijeće zajedničke obrane, Odbor načelnika glavnih stožera i Zajedničko arapsko vojno zapovjedništvo.
| Naziv institucije                       | Opis djelovanja |
| --------------------------------------- | --- |
| Stalni vojni odbor                      | Stalni vojni odbor, sa sjedištem u Kairu, osnovan je još 1945. na osnovu Sporazuma o formiranju Arapske lige. Sastavljen je od predstavnika glavnih stožera zemalja članica i odgovoran je za utvrđivanje i pripremanje zajedničkih obrambenih planova, izučavanje njihovog vojnog potencijala, razmjenu iskustava i informacija u području vojne suradnje i sl.                                                   |
| Vijeće zajedničke obrane                | Vijeće zajedničke odbrane, kao najviši organ Ugovora (formiran 1950.), odgovoran je za utvrđivanje politike vojne suradnje i određivanje mjera koje se, u skladu s takvom politikom, moraju poduzimati. Čine ga ministri vanjskih poslova i obrane, a sve njegove odluke donose se dvotrećinskom većinom te su obavezne za sve potpisnice.                                                                         |
| Odbor načelnika glavnih stožera         | Odbor načelnika glavnih stožera čine načelnici glavnih stožera ili njihovi predstavnici. Odbor je odgovoran za izradu projekata o zajedničkoj obrani koje podnosi Vijeću na odobrenje. |
| Zajedničko arapsko vojno zapovjedništvo | Zajedničko arapsko vojno zapovjedništvo formirano je 1964. u Kairu odlukom prvog arapskog samita, sa zadatkom da vojske arapskih zemalja objedini u jednu oružanu silu te razvije i ojača Palestinsku oslobodilačku vojsku. Za ostvarenje tog plana Zajedničko zapovjedništvo trebalo je raspolagati godišnjim proračunom od 15 milijuna egipatskih funti, u koji je svaka članica morala uplatiti određeni iznos. |

## Povijest djelovanja
Funkcioniranje i efikasnost Arapske lige, a posebno njenih vojnih organa, zavisili su od mnogih okolnosti. Zbog različitih društveno-ekonomskih i političkih struktura i, često, veoma oprečnih vanjsko političkih orijentacija svojih članica, Arapska liga se u praksi očituje više kao simbolična međuarapska institucija nego kao efikasni faktor suradnje. U tri rata s Izraelom (1948., 1956. i 1967.), kriza Lige došla je do punog izražaja, kako u sferi međusobnih odnosa, tako i pojedinih grupacija unutar nje. Neke od njezinih članica uključivale su se u vojno-političke saveze pod okriljem SAD i Velike Britanije (v. Bagdadski pakt), dok su druge bile godinama u međusobnim sukobima, koji su katkada dobivali i ratno obilježje. U takvim uvjetima mogućnosti za penetraciju dviju supersila sila u to područje dobivale su znatno šire dimenzije. Zbog izuzetnog geostrateškog položaja i ogromnog bogatstva u nafti, područje zemalja Arapske lige postalo je jedan od područja u kojem su se jače, nego gotovo bilo gdje, isprepleli interesi velikih sila, što ima za posljedicu stalno prisutnu opasnost rasplamsavanja ratnih sukoba. Te, kao i mnoge druge okolnosti neposredno se reflektuju na funkcioniranje Arapske lige u cjelini, a i pojedinih njezinih organa. Većina organa sastaje se samo povremeno, a u vrijeme sukoba s Izraelom, tijekom lipnja 1967., Zajedničko arapsko vojno zapovjedništvo nije bilo u stanju da objediniti i efikasno organizirati čak ni djelovanja onih vojski koje su se našle u ratu.
Posljednjih godina skoro sva značajnija pitanja iz dometa Arapske lige donose se na Samitima (skupovima šefova država).

## Vanjske poveznice
Službena stranica